# Natriumnonanoyloxybenzolsulfonat
Natriumnonanoyloxybenzolsulfonat (NOBS) ist eine organische Verbindung aus der Gruppe der Carbonsäureester und Sulfonate.

## Herstellung
NOBS kann ausgehend von Phenol synthetisiert werden, indem dieses zunächst sulfoniert und dann mit Nonanoylchlorid acyliert wird.

## Verwendung
NOBS wird in Waschmitteln als Aktivator für Bleichmittel verwendet. Solche Aktivatoren reagieren mit Hydroperoxid-Ionen, beispielsweise aus Natriumperborat, unter Bildung von Peroxycarbonsäuren, die als eigentliche Bleichmittel wirken. Im Falle von NOBS handelt es sich dabei um Peroxynonansäure. So lassen sich bessere Ergebnisse bei niedrigeren Temperaturen erzielen als nur mit Natriumperborat. Die bei weitem überwiegende Menge der Waschmittel enthält einen von zwei Aktivatoren. In Nordamerika und Asien wird hauptsächlich NOBS verwendet. In Europa wird hauptsächlich Tetraacetylethylendiamin verwendet, das Peressigsäure bildet.